# Ashley Nicoll
Pour les articles homonymes, voir Nicoll.
Ashley Nicoll-Holzer (née le 10 octobre 1963 à Toronto) est une cavalière canadienne de dressage.

## Carrière
Elle remporte la médaille de bronze par équipe en compagnie de Cynthia Neale-Ishoy, Eva Maria Pracht et Gina Smith aux Jeux olympiques d'été de 1988 à Séoul.
Elle participe également aux Jeux olympiques d'été de 2004, 2008 et 2012.
Elle est l'épouse de Charles Holzer qui fut cavalier pour les Îles Vierges des États-Unis aux Jeux olympiques d'été de 1992.